# Massena (Iowa)
Massena – miasto w Stanach Zjednoczonych, w stanie Iowa, w hrabstwie Cass. W 2000 roku liczyło 414 mieszkańców.